# Oxitemis
Oxitemis (Oxythemis, ̓Οξύθεμις) fou un amic de Demetri Poliorcetes, que el va enviar a la cort d'Agàtocles de Siracusa, amb el que s'havia aliat, aparentment per la ratificació del tractat, però amb la missió secreta d'inspeccionar l'estat dels afers a Sicília.
Agàtocles va morir poc després (289 aC) i Oxitemis fou l'encarregat de posar al difunt a la seva pira funerària.